# Ost und West (1901–1923)

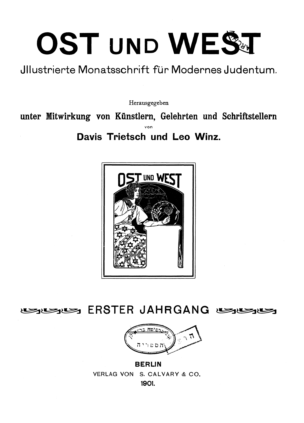
Titelseite 1901 mit der Illustration von E. M. Lilien

Ost und West. Illustrierte Monatsschrift für Modernes Judentum war eine bedeutende jüdische Kulturzeitschrift in Berlin von 1901 bis 1923.

## Geschichte
1901 gründeten Davis Trietsch und Leo Winz Ost und West. Sie war die erste deutschsprachige Kulturzeitschrift, die sich nur jüdischen Themen widmete. Ein Hauptanliegen war es, den einheimischen Westjuden die Kultur der neuen ostjüdischen Einwanderer nahezubringen, die von vielen bis dahin mit Ablehnung betrachtet wurde. Es schrieben viele bekannte Publizisten für sie. 1902 verließ Davis Triesch die Zeitschrift und widmete sich dem neuen Jüdischen Verlag.. Seitdem war Leo Winz der alleinige Herausgeber.
Ost und West war in den ersten Jahren die wichtigste deutschsprachige jüdische Monatsschrift.
Ab etwa 1914 war die Resonanz rückläufig, es entstanden weitere ähnliche Publikationen.
1923 stellte sie ihr Erscheinen ein, auch durch die Hyperinflation dieser Zeit bedingt.

## Inhalte

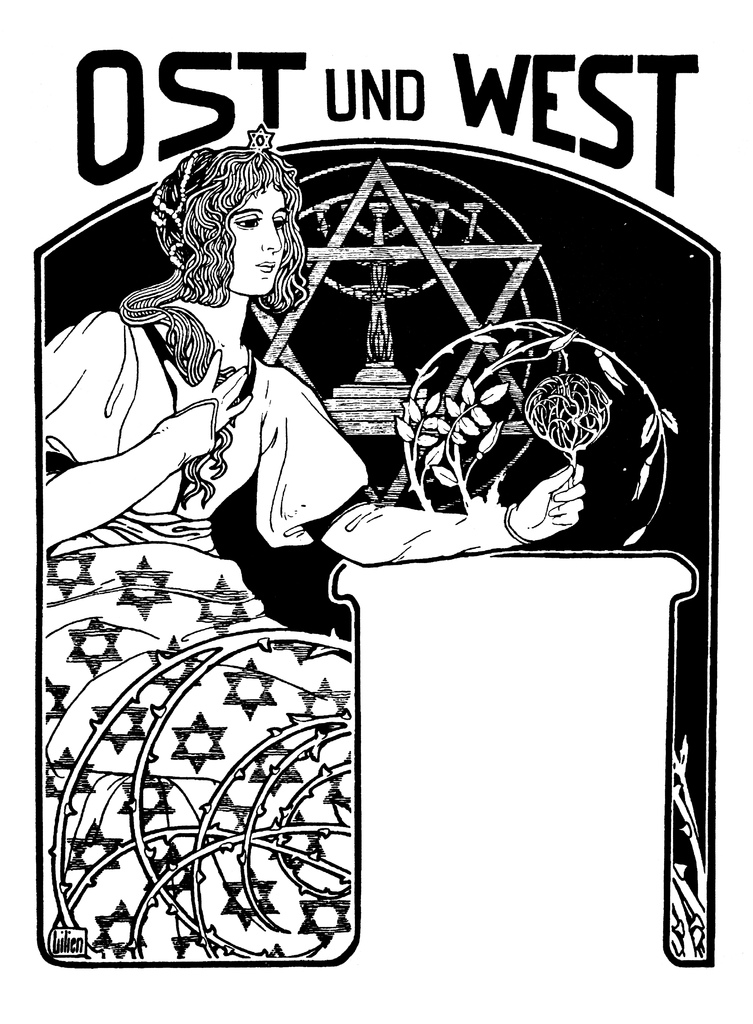
Titelblatt 1903 von Ephraim Moses Öilien

In Ost und West erschienen Beiträge vor allem zur jüdischen Kultur, Geschichte und Gegenwart. Ein Schwerpunkt war die Darstellung ostjüdischen Lebens.
Es wurden literarische Texte veröffentlicht, darunter auch erstmals jiddische Literatur aus Ost- und Ostmitteleuropa in deutscher Übersetzung. Ein weiterer Schwerpunkt war die Kunstkritik. Regelmäßig erschienen Besprechungen jüdischer Künstler und ihres Schaffens. Dazu gab es Berichte über lebende und gerade verstorbene jüdische Persönlichkeiten. Ost und West war auch die erste Publikation im Bereich der deutschsprachig-jüdischen Presse, die fotomechanische Reproduktionen von Kunstwerken und Fotografien abdruckte.
Zwischen 1907 und 1914 wurden einige Seiten der Zeitschrift jeweils von der Alliance Israélite Universelle zur Publikation ihrer Mitteilungen genutzt.

## Verlage
Die Zeitschrift erschien zuerst im Verlag von S. Calvary & Co. in Berlin. Ab 1904 wurde sie im neu gegründeten Verlag Ost und West herausgegeben. Ab 1906 wurde der Anzeigenteil   an die Annoncen-Expedition Haasenstein & Vogler verpachtet.

## Persönlichkeiten
Herausgeber
- Leo Winz, 1901–1923
- Davis Trietsch, 1901–1902

Redakteure
Redakteure waren Max Albert Klausner, E. Jacoby, Hans Spangenberg und Dr. Marcus.
Autoren
In der Zeitschrift Ost und West publizierten zahlreiche bekannte und weniger bekannte Schriftsteller und Publizisten, darunter Martin Buber, Georg Hermann, Theodor Herzl und Bertha von Suttner, sowie Nathan Birnbaum, Lothar Brieger, Hermann Cohen, Max Eschelbacher, Ludwig Geiger, Achad Haam, Gustav Karpeles, Samuel Lublinski, Max Nordau, Alfred Nossig, Max Osborn, Felix Perles, Martin Philippson, Binjamin Segel, Arthur Silbergleit, Thekla Skorra, Werner Sombart, Eugen Wolbe, August Wünsche und Theodor Zlocisti (dieser übersetzte auch aus dem Jiddischen).

## Wirkungen
Der Titel der Zeitschrift diente als Namensgeber für den 1923 erschienenen Film Ost und West von Sidney Goldin.